# Mistrzostwa Polski w piłce nożnej plażowej mężczyzn 2018
Mistrzostwa Polski w piłce nożnej plażowej mężczyzn 2018 – 16. sezon mistrzostw Polski w piłce nożnej plażowej (7. sezon w dwufazowym formacie - faza zasadnicza oraz faza play-off) organizowany przez PZPN. Tytułu broni KP Łódź.

## System rozgrywek
Rozgrywki Mistrzostw Polski obejmują dwie fazy:
- Faza zasadnicza (Ekstraklasa) – runda rozgrywana systemem „każdy z każdym”.
- Faza play-off (Turniej finałowy Mistrzostw Polski) – o tytuł Mistrza Polski grają zespoły, które po zakończeniu fazy zasadniczej rozgrywek zajęły w tabeli miejsca 1-8. Następuje podział na dwie grupy po cztery zespoły po czym czołowa dwójka z każdej z grup awansowała do półfinałów.

## Gospodarze boisk
| Miasto    | Turniej                | Zdjęcie |
| --------- | ---------------------- | ------- |
| Gdańsk    | I turniej Ekstraklasy  |         |
| Sosnowiec | II turniej Ekstraklasy |         |
| Kołobrzeg | Turniej finałowy       |         |

## Tabela
| Miejsce | Drużyna                       | Mecze | Punkty | Zwyc. | Zw.pd. | Zw. pk. | Por. | Bramki | +/- |
| ------- | ----------------------------- | ----- | ------ | ----- | ------ | ------- | ---- | ------ | --- |
| 1.      | KP Łódź                       | 9     | 24     | 8     | 0      | 0       | 1    | 73:32  | +41 |
| 2.      | Hemako Sztutowo               | 9     | 19     | 6     | 0      | 1       | 2    | 36:30  | +6  |
| 3.      | Boca Gdańsk                   | 9     | 18     | 6     | 0      | 0       | 3    | 44:30  | +14 |
| 4.      | Team Słupsk Adkonis Kwakowo   | 9     | 12     | 4     | 0      | 0       | 5    | 30:37  | -7  |
| 5.      | SAN AZS Łódź                  | 9     | 12     | 4     | 0      | 0       | 5    | 28:42  | -14 |
| 6.      | Silesia Milenium BSC          | 9     | 12     | 4     | 0      | 0       | 5    | 33:41  | -8  |
| 7.      | Tonio Team Sosnowiec          | 9     | 12     | 4     | 0      | 0       | 5    | 25:33  | -8  |
| 8.      | Futsal & Beach Soccer Kolbudy | 9     | 11     | 3     | 1      | 0       | 5    | 37:31  | +6  |
| 9.      | Pro-Fart Głowno               | 9     | 9      | 3     | 0      | 0       | 6    | 37:44  | -7  |
| 10.     | Zdrowie Garwolin              | 9     | 3      | 1     | 0      | 0       | 8    | 30:56  | -26 |

Legenda do tabeli:
- Zwyc. – zwycięstwa
- Zw. pd. – zwycięstwa po dogrywce (za dwa punkty)
- Zw. pk. – zwycięstwa po rzutach karnych (za jeden punkt)
- Por. – porażki
- +/− – różnica bramek